# William Renshaw

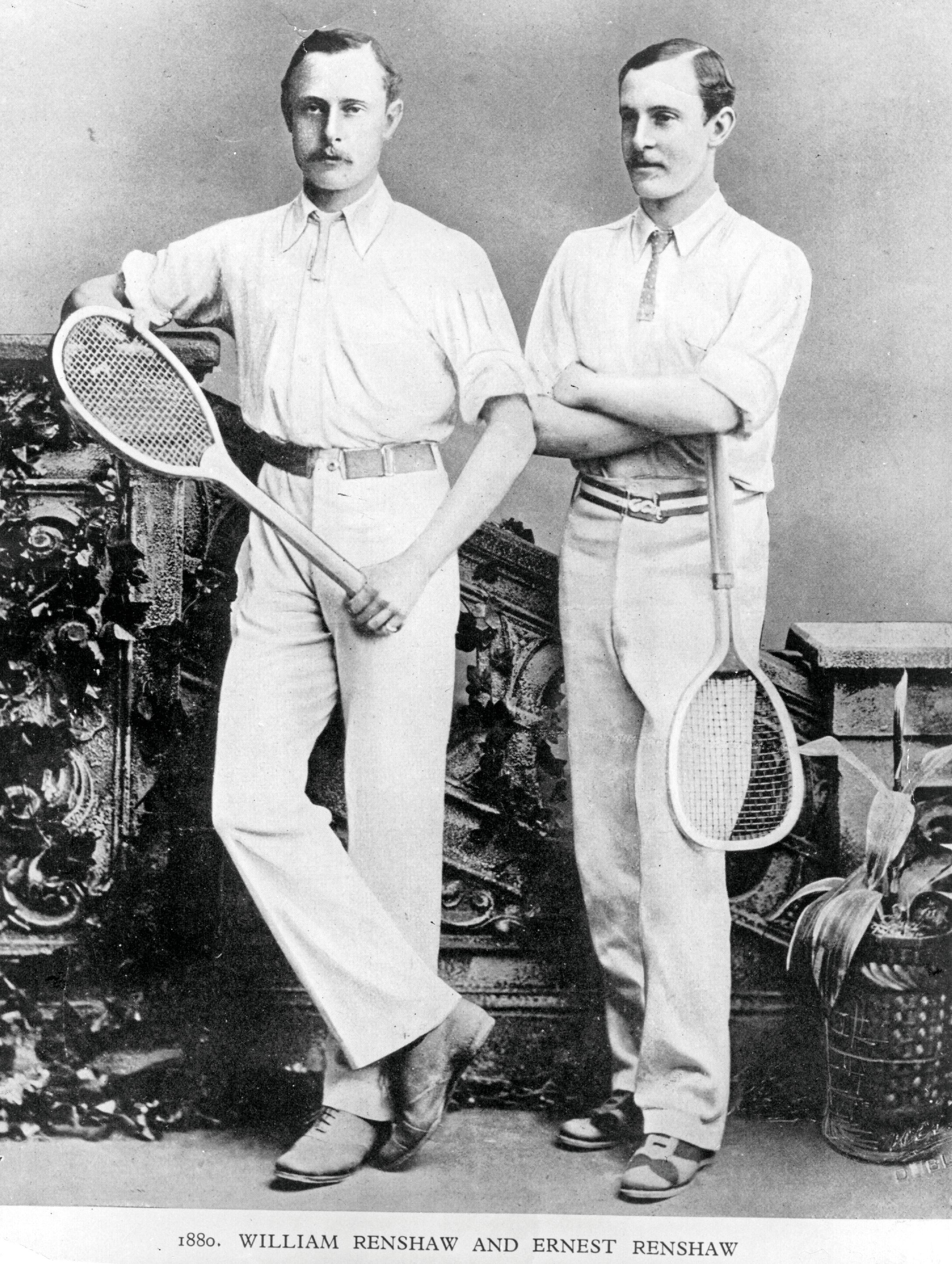
William (li.) und Ernest Renshaw (1880)

William („Willie“) Charles Renshaw (* 3. Januar 1861 in Leamington, England; † 12. August 1904 in Swanage, England) war ein britischer Tennisspieler. Er gilt als „Vater des modernen Rasentennis“ und konnte siebenmal das Herreneinzel der Lawn Tennis Championships (Wimbledon) für sich entscheiden. Mit seinem Zwillingsbruder Ernest (1861–1899) gewann er außerdem fünfmal das dortige Doppelfinale.

## Leben
William Renshaw und sein Zwillingsbruder (James) Ernest waren die Söhne des Flachsspinners James Renshaw und seiner Ehefrau Ellen Knight. Der Vater verstarb noch vor Geburt der Kinder im September 1860 und hinterließ der Familie ein Vermögen von circa 60.000 bis 70.000 Pfund. Die Brüder besuchten gemeinsam zwei Jahre das Cheltenham College, das sie im Juli 1874 verließen.
Die Renshaw-Brüder erlernten den Tennissport traditionsgemäß auf Asphaltplätzen in einem Klub ihrer Heimatstadt. 1880 nahmen beide erstmals an den Lawn Tennis Championships teil, die zum damaligen Zeitpunkt in Maida Vale (ehemals Portsdown Rink) ausgetragen wurden. William schied bereits in der zweiten Runde aus, während Ernest nicht über die dritte Runde hinaus kam. Ein Jahr später erreichte William das Finale, wo er John Hartley in drei Sätzen bezwang. Daraufhin setzte eine Siegesserie ein, die für den stärkeren William bis 1886 anhalten sollte. Sechsmal in Folge gewann er das Herreneinzel, wobei er 1882 und 1883 im Finale seinen Bruder Ernest bezwang. Gemeinsam gewannen die Brüder von 1884 bis 1886 und von 1888 bis 1889 auch die Konkurrenz im Herrendoppel. Darüber hinaus gewann er gemeinsam mit Ernest viermal das Doppel bei den Irish Championships (1881, 1883–1885).

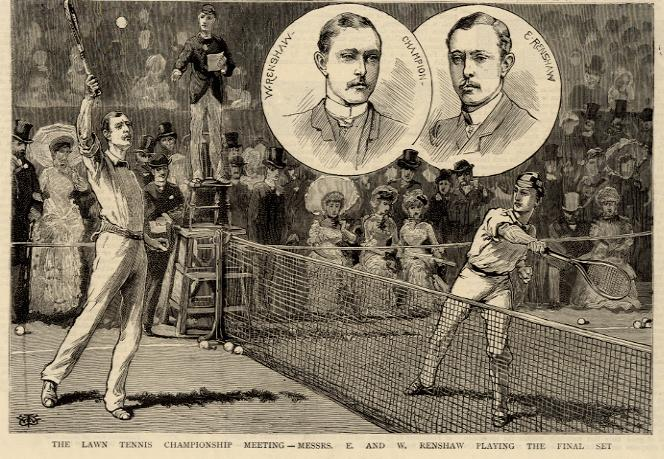
Ansichtskarte mit den Brüdern Renshaw (um 1890)

Das Brüderpaar revolutionierte in seiner aktiven Zeit Technik und Taktik im Tennissport. Im Gegensatz zu ihren Konkurrenten brachten sie den Spielball noch vor Berührung des Bodens mit Volleys bzw. Schmetterbällen zurück („Renshaw smash“). Zur damaligen Zeit war das Netz an den Seiten höher angebracht als heute, so dass weniger Gefahr bestand, bei einem gespielten Volley von der Mitte des Platzes aus mit einem Passierball von der übermäßigen Zahl an Grundlinienspielern ausgekontert zu werden. Auch änderten die Renshaws die Art des Doppelspiels, indem sich ein Spieler direkt vor dem Netz positionierte. Durch ihre finanziellen Rücklagen war es William und Ernest auch möglich, über den Winter im französischen Cannes zu trainieren.
1889 gewann William ein siebtes Mal das Finale der Lawn Tennis Championships in vier Sätzen gegen Ernest. Dieser Rekord sollte erst im Jahr 2000 durch den US-Amerikaner Pete Sampras eingestellt beziehungsweise 2017 durch den Schweizer Roger Federer übertrumpft werden, der achtmal die Einzelkonkurrenz von Wimbledon für sich entscheiden konnte. 1890 verlor Renshaw ein weiteres Finale gegen Willoughby James Hamilton nach einer 2:1-Satzführung noch in fünf Sätzen. 1893 traten die Brüder das letzte Mal gemeinsam bei den Lawn Tennis Championships an – beide sollten schon in der ersten Runde aufeinandertreffen, woraufhin William auf einen Start verzichtete. Insgesamt gewann er in Wimbledon 22 von 25 Spielen. Die Zuschauerzahlen gingen nach dem Rücktritt der Brüder zurück und viele beschwerten sich, dass der Tennissport seinen Glanz verloren hätte.
Nach seiner aktiven Laufbahn wurde William Renshaw 1894 als Präsident in den Rat der britischen Lawn Tennis Association berufen. Sowohl William als auch Ernest († 1899) blieben unverheiratet. Als Gentleman hoch angesehen und vermögend, starb William 1904 im Alter von 43 Jahren, nachdem er unter epileptischen Fieberkrämpfen gelitten hatte. In Erinnerung an die Brüder wurde dem All England Club von Verwandten der Renshaw Cup gestiftet, der eine Zeit lang als Siegestrophäe an die Gewinner des Herreneinzels von Wimbledon vergeben wurde. 1983 fanden beide Aufnahme in die International Tennis Hall of Fame.

## Grand-Slam-Finalspiele

### Einzel

#### Siege
| Jahr | Veranstaltung | Gegner im Finale | Resultat                |
| ---- | ------------- | ---------------- | ----------------------- |
| 1881 | Wimbledon     | John Hartley     | 6:0, 6:1, 6:1           |
| 1882 | Wimbledon     | Ernest Renshaw   | 6:1, 2:6, 4:6, 6:2, 6:2 |
| 1883 | Wimbledon     | Ernest Renshaw   | 2:6, 6:3, 6:3, 4:6, 6:3 |
| 1884 | Wimbledon     | Herbert Lawford  | 6:0, 6:4, 9:7           |
| 1885 | Wimbledon     | Herbert Lawford  | 7:5, 6:2, 4:6, 7:5      |
| 1886 | Wimbledon     | Herbert Lawford  | 6:0, 5:7, 6:3, 6:4      |
| 1889 | Wimbledon     | Ernest Renshaw   | 7:5, 6:2, 4:6, 7:5      |

#### Niederlagen
| Jahr | Veranstaltung | Gegner im Finale          | Resultat                |
| ---- | ------------- | ------------------------- | ----------------------- |
| 1890 | Wimbledon     | Willoughby James Hamilton | 8:6, 2:6, 6:3, 1:6, 1:6 |

### Doppel
| Jahr | Veranstaltung | Partner        | Gegner im Finale                       | Resultat                |
| ---- | ------------- | -------------- | -------------------------------------- | ----------------------- |
| 1884 | Wimbledon     | Ernest Renshaw | Ernest Lewis Teddy Williams            | 6:3, 6:1, 1:6, 6:4      |
| 1885 | Wimbledon     | Ernest Renshaw | Claude Farrer Arthur Stanley           | 6:3, 6:3, 10:8          |
| 1886 | Wimbledon     | Ernest Renshaw | Claude Farrer Arthur Stanley           | 6:3, 6:3, 4:6, 7:5      |
| 1888 | Wimbledon     | Ernest Renshaw | Patrick Bowes-Lyon Herbert Wilberforce | 2:6, 1:6, 6:3, 6:4, 6:3 |
| 1889 | Wimbledon     | Ernest Renshaw | George Hillyard Ernest Lewis           | 6:4, 6:4, 3:6, 0:6, 6:1 |